# Purba Tua (Borbor)
Purba Tua is een bestuurslaag in het regentschap Toba Samosir van de provincie Noord-Sumatra, Indonesië. Purba Tua telt 556 inwoners (volkstelling 2010).